# Malvina Urșianu
Malvina Urșianu (Gușoeni (Vâlcea), 19 de juny de 1927 - Bucarest, 6 d'agost de 2015) va ser una guionista i directora de cinema romanesa.

## Biografia
Nascuda al municipi de Gușoeni, província de Vâlcea, va estudiar història de l'art a l'Institut de Museografia, Paleografia i Biblioteconomia de l'Arxiu Estatal.
Va estar casada amb l'escriptor i publicista Paul Anghel, que va morir el 1995.
Va ser enterrada al cementiri de Bellu.

## Filmografia

### Guionista
- Bijuterii de familie (1957)
- Gioconda fără surâs (1968)
- Serata (1971)
- Trecătoarele iubiri (1974)
- Întoarcerea lui Vodă Lăpușneanu (1980)
- Liniștea din adîncuri (1982)
- Pe malul stîng al Dunării albastre (1983)
- O lumină la etajul zece (1984)
- Figuranții (1987)
- Ce lume veselă... (2003)

### Directora
- Directorul nostru (1955, segona directora)
- Gioconda fără surâs (1967)
- Serata (1971)
- Trecătoarele iubiri (1974)
- Întoarcerea lui Vodă Lăpușneanu (1980)
- Liniștea din adîncuri (1982)
- Pe malul stîng al Dunării albastre (1983)
- O lumină la etajul zece (1984)
- Figuranții (1987)
- Aici nu mai locuiește nimeni (1995)
- Ce lume veselă... (2003)

## Distincions
- Ordinul național „Pentru Merit” en grau de cavaller (1 de desembre 2000) "Per a èxits artístics destacats i per a la promoció de la cultura, el Dia Nacional de Romania"[2]